# J. D. Williams
J. D. Williams (nacido el 22 de mayo de 1978) es un actor estadounidense conocido por sus papeles protagónicos en los programas de televisión de HBO, Oz como Kenny Wangler, The Wire como Bodie Broadus y Pootie Tang como Froggy, Surviving Family (2012) como Bobby, The Good Wife (2010-2015) como Dexter, y en el elenco principal de Saints & Sinners. También protagonizó Blood Brother (2018) como Kayvon.

## Primeros años
Williams nació en Newark, Nueva Jersey. Asistió a Newark Arts High School, una escuela pública de artes escénicas en Newark. Interpretó a un joven birracial de 15 años lidiando con el racismo y la infidelidad de su padre en la obra A.M. Sunday a finales de 2003 en el teatro Centrestage de Baltimore. Tuvo varios cameos y papeles principales en videos musicales de R&B y hip-hop entre 2002 y 2005.

## Carrera
Williams apareció en Homicide: Life on the Street, un programa basado en un libro del creador de The Wire, David Simon, donde actuó como estrella invitada como Casper en el episodio "The Why Chromosome". Tuvo un pequeño papel como estrella invitada en el episodio "46 Long" de Los Soprano como Special K, un hombre incompetente y uno de los matones de Brendan Filone. Luego hizo de un preso, Kenny Wangler, en las primeras cuatro temporadas de Oz. Apareció en The Wire de HBO como Bodie Broadus, un traficante de drogas de la organización Barksdale que asciende lentamente en las filas a lo largo de las temporadas. En preparación para el papel, caminó por el centro de la ciudad de Baltimore durante la noche, unos días antes de la primera grabación; Al hablar de esto con AllHipHop, Williams dijo: "Eran como las 12 o la 1:00 de la mañana. Simplemente me puse una sudadera con capucha negra y caminé. Aprendí a no hacer eso otra vez, tuve suerte de haber regresado esa noche ". Es 8 años mayor que su personaje.
Williams ha tenido papeles principales o apariciones especiales en varios videos musicales de R&B y hip-hop. Ha aparecido como él mismo, un interés amoroso y personajes que se asemejan a su papel de traficante de drogas en The Wire.
En 2012, Williams tuvo un papel secundario importante en la película independiente Surviving Family como el exnovio del personaje principal. Su personaje era un veterano herido de la guerra en Irak que había perdido un ojo en un ataque con artefactos explosivos improvisados y sufría de trastorno de estrés postraumático.
Ha protagonizado varios comerciales y ha interpretado a un repartidor en un comercial de FedEx. Apareció como el teniente "Dexter" de Lemond Bishop en episodios de The Good Wife.

## Filmografía

### Películas
| Año  | Título                    | Función                        | Notas           |
| ---- | ------------------------- | ------------------------------ | --------------- |
| 2018 | Blood Brother             | Kayvon                         |                 |
| 2017 | Served Film               | Tío Q                          | Cortometraje    |
| 2016 | The Choir                 | Agente policial                | Cortometraje    |
| 2016 | Guns and Grams            | BK                             | Crédito sólo    |
| 2014 | Shelter                   | Comerciante de fármaco         |                 |
| 2014 | Cymbeline                 | Cantera Cop 2                  |                 |
| 2014 | Un americano en Hollywood | Dorian                         |                 |
| 2013 | El Libro Perdido De Rap   | Hassen                         | Cortometraje    |
| 2013 | Chinese Puzzle            | Le barman                      |                 |
| 2012 | Surviving Family          | Bobby                          |                 |
| 2012 | Zoo                       | Rojo                           |                 |
| 2011 | After Hours: The Movie    | D.C.                           |                 |
| 2011 | Hotel de Shanghai         | Batacazo                       |                 |
| 2011 | Año Nuevo feliz           | Jerome                         |                 |
| 2010 | El código Azul            | Malvado                        |                 |
| 2009 | Falling Awake             | D-Money                        |                 |
| 2008 | Cash Rules                | Spike (J.D.)                   | Directo-a-Vídeo |
| 2007 | La Segunda Línea          | Natt                           | Cortometraje    |
| 2007 | 4 Life                    | Pooh                           | Directo-a-Vídeo |
| 2005 | Two Guns                  | Bill                           | Directo-a-Vídeo |
| 2002 | Durdy Game                | Little Man                     | Directo-a-Vídeo |
| 2002 | Mr. Smith Gets a Hustler  | Abe                            |                 |
| 2001 | Snipes                    | J.D.                           |                 |
| 2001 | Popcorn Shrimp            | Bubba                          | Cortometraje    |
| 2001 | Pootie Tang               | Froggy                         |                 |
| 1999 | The 24 Hour Woman         | Empleado de Tienda del juguete |                 |
| 1994 | Death Riders              | Buzz Vio                       |                 |

### Televisión
| Año           | Título                      | Función                         | Notas                            |
| ------------- | --------------------------- | ------------------------------- | -------------------------------- |
| 2016-presente | Saint and Sinners           | Jabari Morris                   | Reparto principal                |
| 2016          | The Night Of                | Trevor Williams                 | 4 episodios                      |
| 2016          | Law and Order               | Detective Anton Jefferson       | 2 episodios                      |
| 2015          | Deadbeat                    | Frank                           | 1 episodio; Hulu Serie Original  |
| 2014          | Caja negra                  | George                          | 3 episodios                      |
| 2014          | The Following               | Carlos                          | 3 episodios                      |
| 2012          | Blue Bloods                 | Benjamin Bancos                 | 1 episodio                       |
| 2010-2015     | The Good Wife               | Dexter Roja                     | 6 episodios                      |
| 2010@–2011    | Detroit 1-8-7               | @Pup Clemmons                   | 2 episodios                      |
| 2009          | Nite Cuentos: La Serie      | Rapper                          | 1 episodio                       |
| 2007          | El Matar Punto              | Señor Gato/Marshall O'Brien Jr. | 8 episodios                      |
| 2002@–2006    | The Wire                    | Preston 'Bodie' Broadus         | 42 episodios                     |
| 2001          | Manzana grande              | Derrick                         | 1 episodio                       |
| 2001          | 100 Calle de Centro         | William Floyd                   | 2 episodios                      |
| 2000          | Sexo y la Ciudad            | Salsa dulce                     | 1 episodio                       |
| 1999          | Tercer Reloj                | Pee Wee                         | 1 episodio                       |
| 1999          | Homicidio: Vida en la Calle | Damon 'Casper' Kelly            | Episodio: "El Por qué Cromosoma" |
| 1999          | Trinity                     | Malik                           | 1 episodio                       |
| 1999          | El Sopranos                 | Especial K                      | Episodio: "46 Mucho tiempo"      |
| 1998          | Orden & de ley              | 2.º Niño                        | 1 episodio                       |
| 1997@–2000    | Oz                          | Kenny Wangler                   | 23 episodios                     |
| 1997          | Nueva York Undercover       | Victor                          | 1 episodio                       |

### Videojuegos
| Año  | Título                     | Función           |
| ---- | -------------------------- | ----------------- |
| 2008 | Midnight Club: Los Angeles | Henry             |
| 2005 | True Crime: New York City  |                   |
| 2005 | The Warriors               | Soldado adicional |